# Noël Bernard
Pour les articles homonymes, voir Bernard.
Noël Léon Bernard est un botaniste français, né le 13 mars 1874 à Paris 17e et mort le 26 janvier 1911 à Saint-Benoît (dans la Vienne). Il s'est marié, le 8 août 1907, à Fontenay-aux-Roses, avec Marie-Louise Martin, ancienne élève de l'École normale supérieure de l'enseignement primaire de Fontenay et qui fit une carrière d'enseignante et de directrice d'écoles normales. ils ont eu un fils, Francis Bernard, né le 30 avril 1908, futur normalien et agrégé de sciences naturelles, chercheur en zoologie et universitaire.

## Biographie
Ancien élève de l'École normale supérieure (promotion 1894), agrégé de sciences naturelles (1898), Noël Bernard effectue son service militaire en 1898-1899 au 113e régiment d'infanterie. Il présente une thèse dans le degré de biologie à la Faculté des sciences de Paris en 1901, intitulée : Études sur la tubérisation.
D'abord agrégé-préparateur à l'ENS, il enseigne ensuite la botanique à l’université de Caen puis à l'université de Poitiers. Il travaille principalement sur les mycorhizes des orchidées et démontre à l'institut botanique du Jardin des plantes de Caen la symbiose des champignons dans les racines tubérisées d'orchidées. Il participe à la création de la station de recherche végétale de Mauroc à Saint-Benoît. Avec Émile Borel, Maurice Caullery et Aimé Cotton, il édite La Revue du mois.
Formé dans une atmosphère intellectuelle acquise aux idées évolutionnistes de Darwin et Lamarck, Noël Bernard a ensuite adhéré aux thèses mutationnistes d'Hugo de Vries. Il a admis que la vie en symbiose propre à de nombreux végétaux a été un puissant facteur évolutif. Ses travaux sur la phagocytose végétale l'ont conduit à considérer l'unité de l'ensemble du vivant, depuis les micro-organismes jusqu'aux espèces végétales et animales, au regard des notions de parasitisme, états pathologiques, maladie, commensalisme, coopération, association, symbiose et, finalement, de la "vie ensemble". 
Noël Bernard a appartenu à la génération dreyfusarde. Il fut signataire de la protestation en faveur de Dreyfus parue dans l'Aurore (janvier 1898). Athée et anticlérical déterminé, il a, dès ses années étudiantes, adhéré aux idées socialistes, contribué à la création de la Jeunesse laïque (juillet 1900), une association présidée par Louis Lapicque, puis par Anatole France. Lorsqu'il était à Caen, il a milité à la SFIO. Il fut un des principaux initiateurs et animateurs de l'Amicale des professeurs des facultés des sciences, créée au début de 1906 et qui rassembla ensuite l'essentiel des universitaires concernés.

## Publications
- Études sur la tubérisation (thèse présentée à la Faculté des Sciences de Paris, no 1076, P. Dupont, Paris, 1901)
- L'évolution dans la symbiose (Annales des sciences naturelles, botanique, février 1909, 196 pages.)
- L'Origine de la pomme de terre (1910).
- L'Évolution des plantes (Félix Alcan, Paris, « Nouvelle collection scientifique »,1916).
- Principes de biologie végétale (Félix Alcan, Paris, « Nouvelle collection scientifique », 1921).